# Biblioteca per cecs
Una biblioteca per a invidents és una biblioteca que proporciona mitjans adequats per a préstecs per a invidents i deficients visuals, especialment llibres i revistes en Braille (sistema de lectura per invidents inventat per Louis Braille) o en lletra gran, així com suports d’àudio (discos, cassets d’àudio, àudio, etc.), CD o com a audiollibres.
Els usuaris poden rebre els mitjans de comunicació de forma gratuïta gràcies a l'exempció de correu postal mundial per a invidents.
Les persones cegues i amb deficiències visuals paguen una quota única d’inscripció o una quota anual de soci en algunes biblioteques per a invidents. Altres biblioteques per a invidents són gratuïtes.

## Història

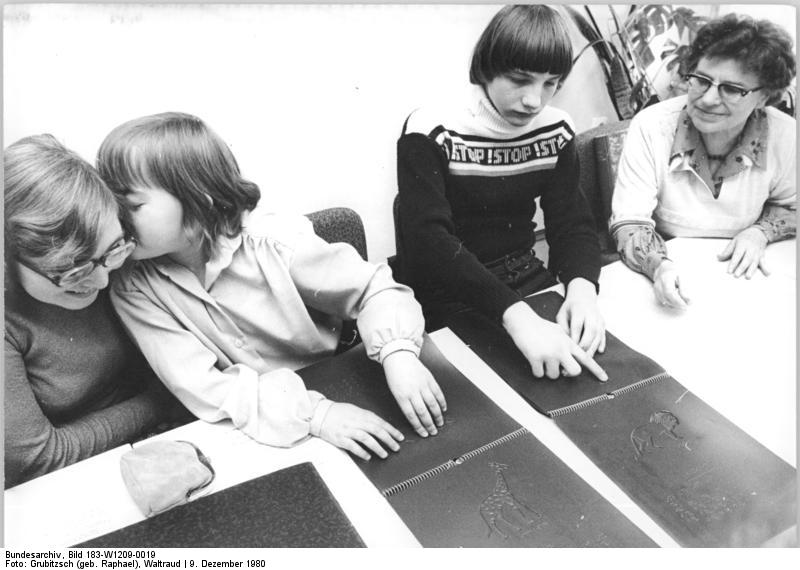
Joves a una escola de cecs el 1980 a la biblioteca de cecs de Leipzig

.Una associació privada, la Societat per a la Obtenció de Llibres amb Lletra Gran i Oportunitats Laborals per a cecs (en alemany, Verein zur Beschaffung von Hochdruckschriften und Arbeitsgelegenheit für Blinde zu Leipzig), va ser creada a Leipzig al 1894 per proporcionar literatura i ocupació a les persones amb discapacitat visual. La seu d'aquesta associació es va establir a la casa d'un llibreter i va esdevenir la primera biblioteca per a cecs de l'Imperi Alemany. Poc temps després, la societat creà la seva pròpia editorial i una impremta. Una fundació de caritat, l'Associació per promoure la Biblioteca Central d'Alemanya per a cecs (en alemany, Verein zur Förderung der Deutschen Zentralbücherei für Blinde), va ser creada al 1916. Per aquesta època comptava amb més de 5.000 volums braille i tenia uns 1.200 usuaris freqüents.
La primera biblioteca pública per a invidents amb impressora, la Biblioteca Central d'Alemanya per a cecs de Leipzig (DZB) a Alemanya, es va fundar a Leipzig el 1894. També s'hi produeixen audiollibres des de l'any 1956La Biblioteca de l'Audició i el Braille de l'Alemanya del Sud a Stuttgart, fundada el 1957, va haver de ser tancada el 2004 per motius econòmics.

## Mitjans de comunicació per a invidents
Els primers audiollibres per a invidents es van produir a la dècada de 1950. La invenció del disc de vinil va fer possible el nou suport. Només amb la introducció de cassets compactes i posteriors CD d’àudio, els audiollibres es van fer tan “útils” que es podien enviar en gran nombre per correu sense que es produïssin danys durant el trànsit.

## Biblioteques per invidents disponibles segons la llengua

### Alemany
Hi ha altres biblioteques per a invidents als països de parla alemanya de
- Zúric (Biblioteca suïssa SBS per a invidents, deficients visuals i amb discapacitat impresa, fundada el 1904),
- Hamburg (Biblioteca nord-alemanya d’oïda cega e. V. (NBH), fundada el 1905),
- Marburg (Biblioteca alemanya per a cecs (DBB) del German Study Center for the Blind e. V., fundat el 1917),
- Bonn (Biblioteca catòlica alemanya de lectura sense barreres gGmbH (DKBBLesen), fundada el 1918),
- Münster (Biblioteca de cecs d'Alemanya Occidental e. V. (WBH), fundada el 1955, només suports d’àudio),
- Viena (audioteca de l'Associació Austríaca de Cecs i Deficients Visuals, fundada el 1957, només per a suports),
- Berlin (Berliner Blindenhörbücherei gGmbH, fundada el 1958),
- Múnic (Bayerische Blindenhörbücherei e. V. (BBH), fundada el 1958) i
- Alsbach-Hähnlein (Biblioteca d'audició cega de la veu de l'esperança, fundada el 1964)

Al setembre de 2004, la comunitat de mitjans de comunicació per a persones cegues i amb discapacitat visual va fundar MediBuS, una associació de biblioteques per a invidents de països de parla alemanya.
Alemanya
- Biblioteca auditiva per a invidents de Baviera (BBH)
- Berliner Blindenhörbücherei gGmbH
- Biblioteca alemanya per a cecs de Marburg (DBB) Arxivat 2018-11-04 a Wayback Machine.
- Biblioteca catòlica alemanya de lectura lliure de barreres gGmbH (DKBBLesen)
- Centre alemany de lectura sense barreres, antiga Biblioteca Central Alemanya per a Cecs de Leipzig (DZB)
- Biblioteca auditiva per a invidents de l'Alemanya del Nord (NBH)
- Biblioteca auditiva per a cecs d'Alemanya Occidental (WBH)
- Biblioteca auditiva per a invidents de Voice of Hope

Àustria
- Audioteca de l'Associació de Cecs i Deficients Visuals d'Àustria

Suïssa
- SBS Biblioteca suïssa per a invidents, amb discapacitat visual i amb discapacitat per imprimir (SBS)

### Anglès
Anglaterra
The National Library for the Blind  (NLB) és una biblioteca pública del Regne Unit, fundada el 1882, amb l'objectiu d'assegurar-se que les persones amb problemes de vista tenen el mateix accés als serveis bibliotecaris que les persones amb visió. La NLB va passar a formar part del Royal National Institute of Blind People l'1 de gener de 2007 i incorporada al Servei Nacional de Biblioteques RNIB. Formar part de la NLB continua sent gratuït. El fons de préstec de la Biblioteca va arribar a sumar uns 46.000 títols en formats braille, música braille, tipus Moon i  lletra gran. Normalment s'emetien 170.000 volums a l’any, publicats a tot el Regne Unit i a l'estranger.
Estats Units
La  National Library for the Blind  dels Estats Units es va constituir el 26 de desembre de 1911 i estava situada al carrer 1729 H, Washington, D.C.. Swiggett, Mrs. Glen Levin. Report on the Women's Auxiliary Conference: Held in the City of Washington, U.S.A., in Connection with the Second Pan American Scientific Congress, December 28, 1915-January 7, 1916. Public domain.  U.S. Government Printing Office, 1916.

### Castellà
Espanya
La Fundació ONCE disposa de la biblioteca digital accessible per a cecs i sords i cecs en espanyol més gran del món, amb un total 64.000 llibres-novel·la, obres de poesia, teatre, revistes, partitures musicals i texts especialitzats que la fundació porta anys recopilant i que posa a disposició dels 258 milions de persones amb discapacitat visual del planeta. A dia d'avui, es poden descarregar gairebé 34.000 títols en format Daisy, 27.000 en format braille i més de 3.000 partitures.

### Japonès
La Biblioteca Braille del Japó és una de les majors i més antigues biblioteques especialitzades en la ceguesa del Japó. La col·lecció de la biblioteca inclou aproximadament 81.000 llibres en Braille (uns 23.000 títols), 210.000 llibres orals (24.000 títols), i diversos documents referents a la ceguesa i al mètode de lectura Braille.